# Narrenhände beschmieren Tisch und Wände

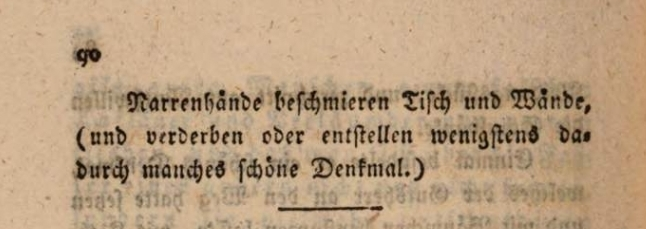
„Narrenhände beschmieren Tisch und Wände“

„Narrenhände beschmieren Tisch und Wände“

Narrenhände beschmieren Tisch und Wände ist ein Ausspruch des Volksmunds, der als Sprichwort zur Abqualifizierung benutzt wird. 
In der Neuzeit wird er vor allem im Zusammenhang mit negativer Beurteilung von Graffiti gebraucht.  

## Herkunft
Die ursprüngliche Herkunft und Entstehung ist unbekannt. Dass hier die Figur des Narren abwertend gebraucht wird, könnte auf die Herkunft aus dem Mittelalter hinweisen. Immer wieder auftauchende Quellenangaben, die Wilhelm Busch, aber auch Erich Kästner oder Joachim Ringelnatz als Urheber benennen, lassen sich nicht fundieren.
Dieser Ausspruch findet sich bereits 1828 in der zweiten und verbesserten Ausgabe der Schulgesetze des Lehrers Anton Heilingbrunner aus Wasserburg am Inn. Nach ihm wurde die Anton-Heilingbrunner-Schule benannt. Der Heidelberger, aus Antwerpen stammende Universalgelehrte Jan Gruter überlieferte 1610 eine niederländisch-flämische („belgische“) Fassung: „Zotten handen beschryven alle wanden“.
Ein Zitat dieses Volksmunds lässt sich in einem Gedicht Friedrich Nietzsche aus Die fröhliche Wissenschaft von 1882 finden:

„Narr in Verzweiflung

Ach! Was ich schrieb auf Tisch und Wand

mit Narrenherz und Narrenhand,

das sollte Tisch und Wand mir zieren? ...

Doch   i h r   sagt: "Narrenhände schmieren -

und Tisch und Wand soll man purgieren,

bis auch die letzte Spur verschwand!"

Erlaubt! Ich lege Hand mit an -,

ich lernte Schwamm und Besen führen,

als Kritiker, als Wassermann.

Doch, wenn die Arbeit abgetan,

säh' gern ich euch, ihr Überweisen,

mit Weisheit Tisch und Wand besch...“